# 米羅尼夫卡 (普里阿佐夫西克區)
46°30′27″N 35°36′46″E / 46.50750°N 35.61278°E
米羅尼夫卡（烏克蘭語：Миронівка）是位於烏克蘭東南部的村莊，由扎波羅熱州梅利托波爾區的亞歷山德里夫卡市鎮負責管轄。該村始建於1862年，面積0.93平方公里，海拔高度14米，2001年人口366，人口密度每平方公里393.6人。